# ماکسول (دهانه)

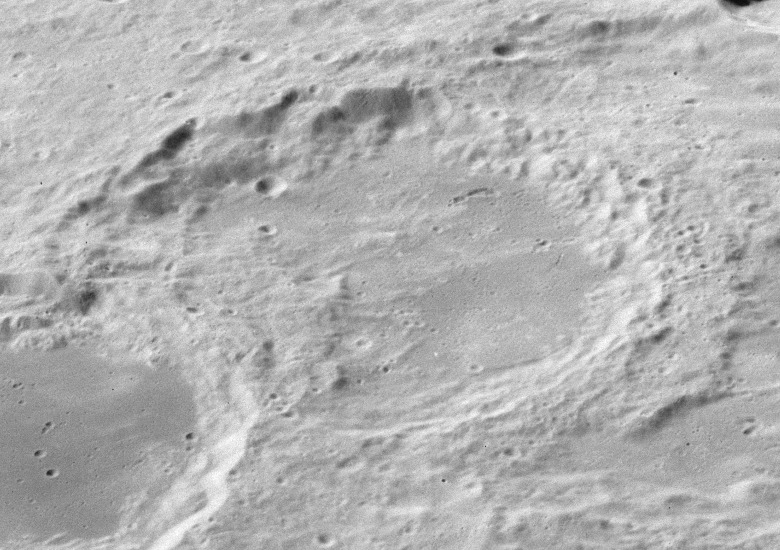
نمای مایل از ماکسول، در سمت دور ماه

ماکسول یک دهانه برخوردی در ماه‌ است.